# Petang
Petang ist ein Distrikt (Kecamatan) im Norden des langgestreckten Regierungsbezirks (Kabupaten) Badung in der indonesischen Provinz Bali. Er grenzt an vier Kabupaten: Tabanan im Westen (Kecamatan Baturiti), Buleleng im Norden (Kecamatan Kubutambahan), Bangli im Nordwesten (Kecaman Kintamani) sowie der Kabupaten Gianyar im Osten (Kecamatan Payangan). Außerdem hat er (intern) noch den Kecamatan Abiansemal im Süden zum Nachbarn.
Petang hat die geringste Bevölkerung und die niedrigste Bevölkerungsdichte aller sechs Distrikte.  Er gliedert sich in sieben Dörfer (Desa), die wiederum aus 31 Desa Adat und 45 Banjar Dinas bestehen.

## Verwaltungsgliederung
| Kode PUM 1    | Dorf        | Fläche (km²) Ende 2021 | Einwohner Census 2010 | Einwohner Census 2020 | Einwohner Ende 2021 | Dichte Einw. pro km² |
| ------------- | ----------- | ---------------------- | --------------------- | --------------------- | ------------------- | -------------------- |
| 51.03.04.2001 | Carangsari  | 5,97                   | 4.804                 | 5.541                 | 5.752               | 963,48               |
| 51.03.04.2002 | Petang      | 8,66                   | 3.550                 | 4.210                 | 4.380               | 505,77               |
| 51.03.04.2003 | Belok Sidan | 25,66                  | 4.616                 | 5.397                 | 5.502               | 214,42               |
| 51.03.04.2004 | Pelaga      | 35,00                  | 5.427                 | 6.489                 | 6.665               | 190,43               |
| 51.03.04.2005 | Getasan     | 2,9                    | 1.751                 | 2.053                 | 2.165               | 746,55               |
| 51.03.04.2006 | Pangsan     | 4,41                   | 2.166                 | 2.730                 | 2.899               | 657,37               |
| 51.03.04.2007 | Sulangai    | 11,33                  | 3.929                 | 4.593                 | 4.804               | 424,01               |
| 51.03.04      | Kec. Petang | 93,93                  | 26.243                | 31.013                | 32.167              | 342,46               |
Ergebnisse aus Zählung:
2010 und 2020, Fortschreibung (Datenstand: Ende 2021)

## Bevölkerung

### Bevölkerungsentwicklung der letzten drei Halbjahre
| Datum      | Fläche (km²) | Einwohner | männlich | weiblich | Dichte (Einw./km²) | Sex Ratio (m*100/w) |
| ---------- | ------------ | --------- | -------- | -------- | ------------------ | ------------------- |
| 31.12.2020 | 93,92        | 31.225    | 15.740   | 15.485   | 332,5              | 101,6               |
| 30.06.2021 | 93,92        | 31.225    | 15.799   | 15.426   | 332,5              | 102,4               |
| 31.12.2021 | 94,00        | 32.167    | 16.199   | 15.968   | 342,2              | 101,4               |
Fortschreibungsergebnisse